# Juan Bermúdez (deán)
Juan Bermúdez (c. años 1440, Reino de Sevilla-1507, Málaga o Sevilla) fue un clérigo católico y conquistador castellano del siglo xv conocido por su participación en la conquista de Gran Canaria, habiendo estado presente también en la guerra de Granada.
Ocupó el cargo eclesiástico de deán de la diócesis rubicense, posteriormente transformada en la diócesis de Canarias, y del restaurado obispado de Málaga, así como el de capellán real de los Reyes Católicos.
En la crónica anónima Historia de los hechos de don Rodrigo Ponce de León aparece el deán Bermúdez descrito de la siguiente manera: «era de muy honesta vida e muy cristianísimo letrado y persona de grande honrra».

## Biografía

### Orígenes y primeros años
De origen sevillano y nacido probablemente en la década de 1440, era hijo del matrimonio formado por Juan Bermúdez y Catalina Rodríguez de Horbaneja, vecinos de la población de Robayna en las cercanías de Aznalcázar, siendo sus hermanos el también conquistador y poblador de Gran Canaria Ordoño Bermúdez, Pedro Bermúdez, Ramiro Bermúdez y Bermudo Bermúdez, poblador de Ronda. Un sobrino suyo, Diego Bermúdez, fue abad de la iglesia colegial del Divino Salvador y beneficiado de la de Santa Ana, ambas en la ciudad de Sevilla.
No se conoce prácticamente nada sobre los primeros años de Juan Bermúdez, salvo que era clérigo secular de la diócesis de Sevilla. Tampoco se sabe la fecha de inicio de su deanazgo en Canarias, si bien ya aparece con el cargo de deán de Rubicón en un documento de julio de 1472. No obstante, el historiador José de Viera y Clavijo indica que ya era deán durante el obispado de Diego López de Illescas, que tuvo lugar entre 1460 y 1468.

### Conquista de Gran Canaria
El 20 de abril de 1478 el cronista Alfonso de Palencia, en nombre de los Reyes Católicos, firma las capitulaciones para la conquista de Gran Canaria con el obispo de Rubicón fray Juan de Frías, con el deán Juan Bermúdez y con el capitán Juan Rejón. Bermúdez actúa asimismo como fiador del obispo y es elegido además, según el propio Palencia, «por haber estado (…) muchas veces en aquellas islas».
La armada conquistadora arribó a la bahía de las Isletas la mañana del 24 de junio de 1478. Nada más tocar tierra, los conquistadores improvisaron un altar y el deán Bermúdez ofició la primera misa. Posteriormente avanzaron hacia el sur, instalando el campamento en un palmeral junto al barranco Guiniguada que sería conocido como real de Las Palmas, futura ciudad de Las Palmas de Gran Canaria. Allí, además de una torre y casas, se construye una ermita en honor a santa Ana por orden del deán Bermúdez según Viera y Clavijo.

### Participación en la guerra de Granada
Tras su regreso a la península, el deán es nombrado por los reyes su capellán real en reconocimiento a sus servicios.
Bermúdez acompaña al rey Fernando desde Córdoba en su campaña contra Málaga. De camino a Vélez-Málaga en abril de 1487, el ejército cristiano hizo alto en la Peña de los Enamorados, donde el rey mandó construir una capilla de madera para celebrar el Jueves Santo, siendo el deán Bermúdez el encargado de oficiar la misa.
Ya en el real sobre Málaga en mayo de 1487, el obispo de Ávila Hernando de Talavera comienza a organizar el futuro obispado de Málaga por orden regia, eligiendo al deán Bermúdez como vicario capitular de la diócesis hasta que esta fuera efectivamente rehabilitada y proveída de obispo, lo que acontecerá hacia el mes de enero de 1488.
El 14 de abril de 1488, los reyes pidieron al papa Inocencio VIII que concediera el deanazgo de la diócesis de Málaga a Bermúdez. El papa accedió, expidiendo la bula el 15 de mayo siguiente, si bien Bermúdez no tomó posesión del cargo hasta el 10 de agosto de 1495.
El deán continuará acompañando a los reyes durante el resto de la conquista de Granada.
En 1492 fue comisionado de los reyes para visitar el hospital de peregrinos de San Antonio Abad de la localidad burgalesa de Villafranca Montes de Oca en sustitución del obispo de Almería Juan de Ortega, que era su provisor y administrador y se hallaba enfermo.
Por su participación en la guerra de Granada, Bermúdez recibió tierras y bienes durante el repartimiento, tanto en Ronda como en Málaga.

## Fallecimiento
El deán Juan Bermúdez falleció en Málaga o en su tierra natal de Sevilla hacia noviembre de 1507, siendo víctima de la peste que en ese año asoló Málaga.